# Lake Dallas (Texas)
Lake Dallas város az USA Texas államában, Denton megyében. Lakosainak száma 7708 fő (2020. április 1.).

## Népesség
A település népességének változása:

| 2010 | 7 105 |
| 2020 | 7 708 |